# José María Fernández Moraga
José María Fernández Moraga (Cauquenes, 1796-Santiago de Chile, 1867) fue un político y hacendado chileno.
Hijo de don José Antonio Fernández Maceda y doña Segunda Moraga Villalobos. Estudió la primaria en una escuela católica de Cauquenes. Se dedicó a muy temprana edad a la hacienda de su padre y a la agricultura de la zona. Posteriormente se traslada a Santiago, donde va a ingresar en política, al alero de los pipiolos y es elegido Senador por Santiago (1823-1831).
Durante la Guerra Civil de 1830, no tuvo participación activa de los ideales liberales, por lo que no sufrió la persecución de los pelucones. Mantuvo su cupo senatorial, al que fue reelecto en 1831-1837, por Santiago. 
Posteriormente, en las elecciones de 1837 salió electo Senador por Linares, cargo que mantuvo hasta 1852. En este período fue integrante de la Comisión permanente de Agricultura e Industria.